# Club suisse de la presse
Le Club suisse de la presse (en anglais : Geneva Press Club) est un regroupement de médias fondé le 22 octobre 1997 à Genève. Son actuel siège est dans le château de Penthes, à Pregny-Chambésy (GE). Le Club a été critiqué pour sa couverture des conflits en Syrie et en Ukraine, lorsqu'il était dirigé par Guy Mettan, dont le positionnement est qualifié de pro-Kremlin.

## Histoire et buts
Le club est créé en coopération avec le canton, la ville ainsi qu'un groupement des banquiers privés genevois et que la Société suisse de relations publiques (SSRP) dans le but de favoriser les échanges suisses et internationaux des milieux culturel, scientifique, politique et économique, ainsi que les médias suisses et étrangers installés en Suisse romande et dans ses alentours, notamment en France voisine.
Il accueille et informe les journalistes étrangers et organise de manifestations, des rencontres et conférences de presse. Depuis 1997, le Club suisse de la presse a accueilli nombreuses personnalités suisses et internationales parmi lesquelles on trouve Ruth Dreifuss, Henry Kissinger, le Dalaï-lama, José Bové, Pascal Couchepin, Bernard Kouchner, Wole Soyinka, Mathieu Kérékou, Sepp Blatter, Nicolas Hayek, Bertrand Piccard, Kaspar Villiger, Joseph Deiss, Ruth Metzler, Riadh Sidaoui, Micheline Calmy-Rey, Jean Ziegler, Amadou Toumani Touré, Klaus Schwab et Fidel Castro.

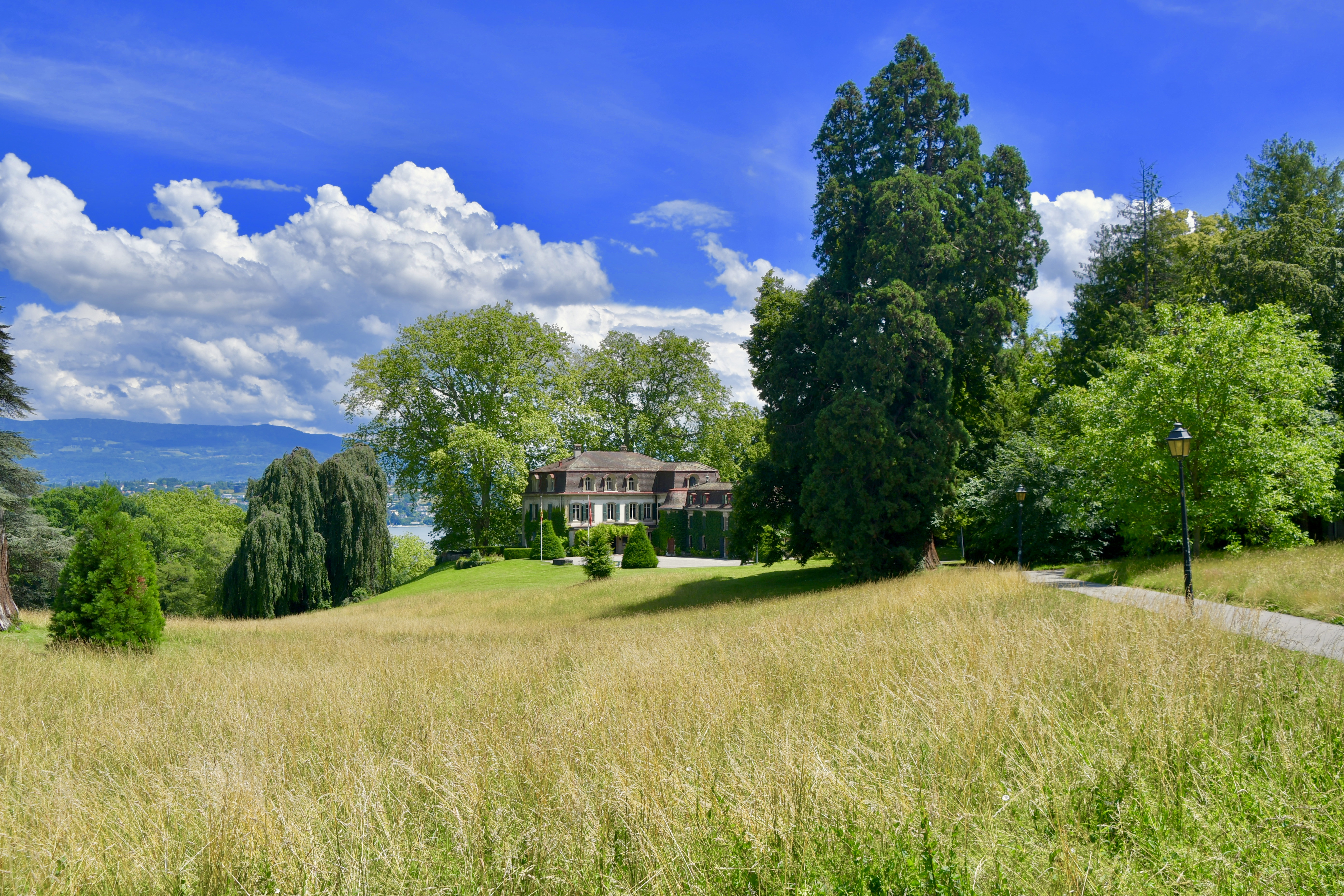
Le domaine de Penthes.

Le Club suisse de la presse compte en 2017 19 membres médias (journaux, radios, télévisions), 55 membres collectifs (collectivités publiques, entreprises, organisations internationales, ONG) et 175 membres individuels cotisants avec droit de vote. Près de 600 personnes dont une grande majorité de journalistes sont également membres. Le Club est fondé par Guy Mettan, qui en est le directeur de 1997 à 2019. Pierre Ruetschi, ancien rédacteur en chef de la Tribune de Genève, lui succède le 1er septembre 2019. Il est remplacé le 1er juillet 2023 par Isabelle Falconnier.
Le Club suisse de la presse a, depuis septembre 2020, le domaine de Penthes comme siège. Il dispose de cinq nouveaux espaces pouvant accueillir de 20 à 250 personnes,.
| Identité                          | Période          | Période | Durée  |
| Identité                          | Début            | Fin     | Durée  |
| --------------------------------- | ---------------- | ------- | ------ |
| Guy Mettan (né en 1956)           | 1997             | 2019    | 22 ans |
| Pierre Ruetschi (né en 1959)      | 2019             | 2023    | 4 ans  |
| Isabelle Falconnier (née en 1970) | 1er juillet 2023 |         |        |

## Controverse
Guy Mettan est régulièrement qualifié de « pro-russe », ce qui questionne la neutralité du Club, selon Le Temps. Sa couverture de l'actualité en Ukraine est controversée.
En 2017, le Club suisse de la presse, et son directeur, Guy Mettan, attirent les critiques de Reporters Sans Frontières et d'une partie de la presse suisse, en organisant une conférence sur les White Helmets (« Casques blancs » de la Défense civile syrienne), autour du témoignage de la blogueuse Vanessa Beeley. Vanessa Beeley est en effet connue pour son soutien à Bachar el-Assad et ses prises de positions concernant les White Helmets, qu'elle accuse de lien avec le terrorisme.
Reporters Sans Frontières annonce son départ du Club suisse de la presse le 20 décembre 2017 en réaction à l'organisation de cette conférence. La subvention annuelle du Club suisse de la presse allouée par l'État de Genève est également remise en cause lors d'un débat au Grand Conseil,. À la suite d'un amendement du Conseil d'État la séance plénière par 49 voix contre 17 décide de maintenir la subvention.